# Международная федерация по обработке информации
Международная федерация по обработке информации (ИФИП, англ. International Federation for Information Processing, IFIP) — всемирная организация для исследователей и специалистов, работающих в области информационных и коммуникационных технологий (ИКТ). Создана в 1960 году под эгидой ЮНЕСКО. ИФИП признаётся Организацией Объединённых Наций и объединяет около 50 национальных и международных обществ и академий наук с общей численностью более полумиллиона специалистов. ИФИП расположена в Лаксенбурге, Австрия, и является международной неправительственной организацией, которая действует на некоммерческой основе. Деятельность координируется 13 техническими комитетами (TC), при которых организовано более 100 рабочих групп (WG), объединяющих более 3 500 профессионалов в области ИКТ и исследователей со всего мира для проведения исследований, разработки стандартов и содействия обмену информацией. Каждый ТС охватывает определённый аспект цифровых вычислений и смежных дисциплин.

## История
ИФИП была создана в 1960 году под эгидой ЮНЕСКО, под первоначальным названием International Federation of Information Processing Societies (IFIPS). В рамках подготовки создания IFIPS ЮНЕСКО организовало первую Международную конференцию по обработке информации, которая состоялась в июне 1959 года в Париже, и теперь считается первым Конгрессом ИФИП. На конференции британский учёный Кристофер Стрейчи выступил с докладом «Разделение времени в больших быстрых компьютерах», в котором изложил концепцию отладки программы на консоли (например, телетайпе), подключённой к компьютеру, в то время как другая программа работала на компьютере в то же время. На конференции Стрейчи передал концепцию американскому учёному Д.Ликлайдеру.
В 1961 году название организации было изменено на IFIP. Первоначальным вкладом организации стало определение языка программирования АЛГОЛ 60, что является одним из первых примеров подлинного международного сотрудничества в области информатики.
Основателем и президентом ИФИП (1960—1965) был Исаак Л. Ауэрбах.
Отражением большого вклада советских учёных в создание и деятельность ИФИП стало избрание президентом ИФИП (с 1968 по 1971 годы) академика Анатолия Алексеевича Дородницына. 
В 2009 году ИФИП основала International Professional Practice Partnership (IFIP IP3), чтобы вести развитие ИКТ-профессий по всему миру.

## Технические комитеты
Деятельность ИФИП ведётся в 13 технических комитетах, которые образуют рабочие группы. Эти группы (с названиями вроде «WG 2.4 Software Implementation Technology») организуют конференции и семинары, распространяют технические документы, содействуют обсуждениям и результатам научных исследований.
Полный список технических комитетов ИФИП:
- TC 1: Foundations of Computer Science[15][16]
- TC 2: Software:Theory and Practice
- TC 3: Education
- TC 5: Information Technology Applications
- TC 6: Communication Systems
- TC 7: System Modeling and Optimization
- TC 8: Information Systems
- TC 9: Relationship between Computers and Society[13]
- TC 10: Computer Systems Technology[14]
- TC 11: Security and Protection in Information Processing Systems
- TC 12: Artificial Intelligence
- TC 13: Human-Computer Interaction
- TC 14: Entertainment Computing

## Члены организации
Список полноправных членов по состоянию на 20 ноября 2018 г .:
- Австралийское компьютерное общество Inc.[англ.] (ACS), Австралия
- Австрийское компьютерное общество (OCG), Австрия
- FBVI-FAIB, Бельгия
- Sociedade Brasileira de Computação[англ.] — SBC, Бразилия
- Болгарская академия наук, Болгария
- Канадское общество по обработке информации[англ.] (CIPS), Канада
- Китайский институт электроники — CIE, Китай
- Латиноамериканский центр информационных исследований (исп. Centro Latinoamericano de Estudios Informatica), Коста-Рика
- Хорватская ассоциация информационных технологий (CITA) IIic, Хорватия
- Кипрское компьютерное общество, Республика Кипр
- Чешское общество кибернетики и информатики, Чешская Республика
- Датское ИТ-общество, Дания
- Финская ассоциация обработки информации, Финляндия
- Общество информатики Франции[фр.] (SIF), Франция
- Общество информатики[англ.] (GI), Германия
- Компьютерное общество Джона фон Неймана[венг.] (NJSZT), Венгрия
- Компьютерное общество Индии[англ.] (CSI), Индия
- Компьютерное общество Ирана, (CSI), Иран
- Ирландское компьютерное общество[англ.], Ирландия
- Итальянская ассоциация информатики и автоматических вычислений[итал.] (A.I.C.A.), Италия
- Общество обработки информации Японии[англ.] (IPSJ), Япония
- Литовское компьютерное общество — LIKS, Литва
- Королевская голландская ассоциация профессионалов информационных технологий (нидерл. Koninklijke Nederlandse Vereniging van Informatieprofessionals, KNVI), Нидерланды
- Институт ИТ-профессионалов[англ.], Новая Зеландия
- Норвежское компьютерное общество (NCS), Норвегия
- Польская академия наук, Польша
- Общество инженеров[порт.], Португалия
- Корейский институт инженеров и учёных в области информатики (KIISE), Республика Корея
- Ассоциация информатики Сербии (IAS), Сербия
- Словацкое общество компьютерных наук, Словакия
- Словенское общество INFORMATIKA, Словения
- Институт специалистов по информационным технологиям Южной Африки, IITPSA NPC, ЮАР
- Ассоциация компьютерных инженеров[исп.] (ATI), Испания
- Компьютерное общество Шри-Ланки, CSSL, Шри-Ланка
- Компьютерная ассоциация Швеции (швед. Dataföreningen i Sverige), Швеция
- Швейцарское общество информатики (нем. Schweizer Informatik Gesellschaft), Швейцария
- Сирийское компьютерное общество (SCS), Сирия
- Высшая школа коммуникаций Туниса (фр. Ecole Supérieure des Communications De Tunis, SUP`COM), Тунис
- Украинская федерация информатики (УФИ), Украина
- Университет Хамдана бин Мохаммеда, Объединённые Арабские Эмираты
- Британское компьютерное  общество[англ.], Великобритания
- Ассоциация вычислительной техники
- Компьютерное общество Зимбабве, Зимбабве.